# Katedra Dobrego Pasterza w San Sebastián
Katedra Dobrego Pasterza w San Sebastián (bask. Artzain Onaren katedrala, hiszp. Catedral del Buen Pastor de San Sebastián) – rzymskokatolicki neogotycki kościół w San Sebastián zbudowany w końcu XIX wieku, od 1953 roku pełniący funkcję katedry diecezji San Sebastián.

## Historia

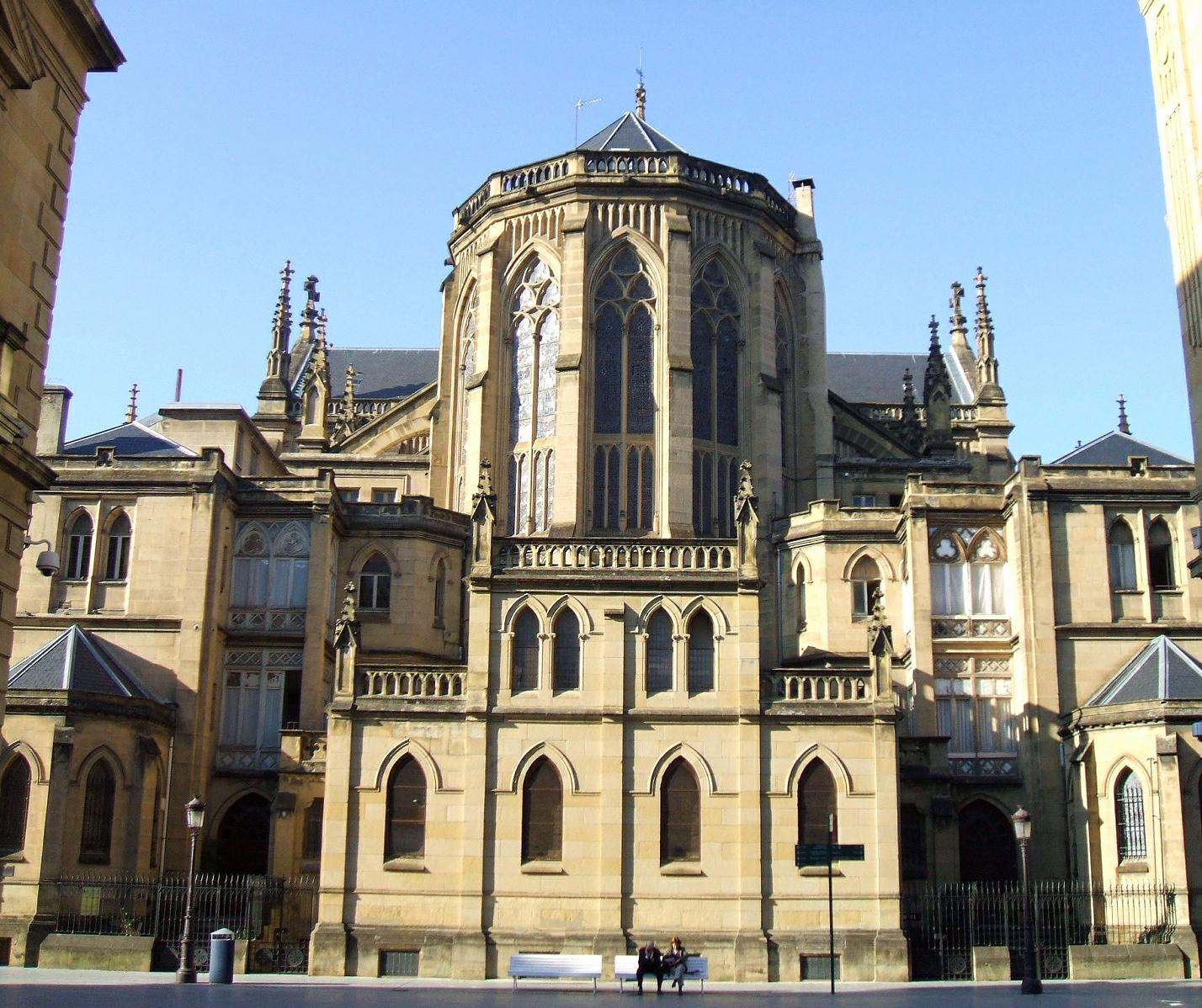
Widok katedry od strony prezbiterium

W 1881 roku w San Sebastián utworzono nową parafię, natomiast w sierpniu 1887 roku rada miasta przekazała tereny położone pomiędzy rzeką Urumea a plażą La Concha na budowę nowego kościoła. W grudniu 1887 roku określono budżet budowy, jak również wymagania stawiane w konkursie na projekt, takie jak pojemność kościoła oraz jego styl architektoniczny. Z czterech zgłoszonych projektów wybrano dzieło autorstwa architekta Manuela de Echave, któremu następnie powierzono nadzór nad pracami. Na uroczystość położenia kamienia węgielnego 29 września 1888 roku zaproszono hiszpańską rodzinę królewską, która w tym czasie przebywała w mieście. W wydarzeniu tym udział wziął król Hiszpanii Alfons XIII (mający wówczas trochę ponad 2 lata) oraz jego matka regentka Maria Krystyna Austriacka. Protokół z ceremonii podpisał król (przy pomocy matki) i jest to pierwszy znany podpis Alfonsa XIII na oficjalnym dokumencie. Po prawie 9 latach (w tym 2 latach przerwy w budowie z powodu braku funduszy) kościół został konsekrowany 30 lipca 1897 roku w obecności Alfonsa XIII, Marii Krystyny oraz infantki Marii Teresy. Budowa wieży została ukończona w 1899 roku pod kierunkiem Ramona Cortázara.
Papieska bulla z 2 listopada 1949 roku utworzyła diecezje Bilbao i San Sebastián, wydzielając je z diecezji Vitoria. Kościół Dobrego Pasterza 30 lipca 1953 roku stał się katedrą nowo powstałej diecezji San Sebastián.
W ciągu swojej historii kościół przeszedł dwie duże przebudowy. Pierwsza z nich wiązała się z przyjęciem przez świątynię funkcji katedry i trwała 4 lata. Kolejna przebudowa miała miejsce w 1972 roku, kiedy to przerobiono sufit i witraże, a drewnianą podłogę zastąpiono obecną marmurową.

## Architektura i sztuka
Świątynię zbudowano na planie krzyża łacińskiego, z nawą główną, dwoma nawami bocznymi, transeptem i pięcioboczną apsydą. Katedra maksymalnie może pomieścić 4000 osób.
Do najcenniejszych elementów wyposażenia katedry należą organy z 1954 roku.